# Escala hexatònica
Una escala hexàtona o hexatònica és, en música, una escala constituïda per sis notes o sons. És un tipus d'escala amb poca tradició i ús en la música occidental, excepció feta del cas particular d'escala de sis sons que és l'escala de tons.